# Czechosłowacki Order Wojskowy za Wolność
Czechosłowacki Order Wojskowy za Wolność (cz. Československý vojenský řád „Za svobodu”) – czechosłowackie odznaczenie wojskowe za zasługi w okresie II wojny światowej.

## Historia
Odznaczenie zostało ustanowione dekretem z dnia 2 kwietnia 1946 nr 105/1946 dla wyróżnienia obywateli Czechosłowacji i cudzoziemców, którzy w latach 1939–1945 uczestniczyli w działaniach wojennych w kraju i zagranicą, które przyczyniły się do wyzwolenia Czechosłowacji.
Dekretem nr 30/1949 z dnia 18 stycznia 1949 roku uzupełniono statut, w myśl którego odznaczonymi mogły być jednostki wojskowe i organizacje, które miały zasługi w wyzwoleniu Czechosłowacji.
Order posiada trzy klasy:
- I klasa – Złota gwiazda orderu
- II klasa – medal srebrny
- III klasa – medal brązowy.

## Zasady nadawania
W myśl statutu order przyznawany był:
- Obywatelom czechosłowackim, którzy na ochotnika wstąpili do oddziałów czechosłowackich tworzonych za granicą w latach 1939–1940 i tym samym przyczynili się do utworzenia armii czechosłowackiej za granicą
- Obywatelom czechosłowackim, którzy w latach 1939–1945 walczyli za granicą lub w kraju z najeźdźcą, a tym samym przyczynili się do wyzwolenia Czechosłowacji, zwłaszcza jeśli z powodu takiej działalności zostali uwięzieni lub byli torturowani
- Order mógł być również przyznany cudzoziemcom, którzy brali udział w działaniach bojowych, które przyczyniły się do wyzwolenia Czechosłowacji
- Mógł być również przyznany cudzoziemcom, oddziałom wojskowym, organizacjom i innym zbiorowościom, które wniosły wkład w wyzwolenie Czechosłowacji.

## Opis odznaki
Odznakę orderu kl. I stanowi pięcioramienna gwiazda o średnicy 55 mm wykonana ze srebra. Na awersie w środku gwiazdy znajduje się okrągły medal z rysunkiem tak jak w klasie II i III. Gwiazda jest pozłacana. Gwiazda jest umieszczona na srebrnym wieńcu z liści lipy, wieniec ma średnicę 40 mm. Rewers jest gładki. Odznaka jest mocowana z pomocą śruby.
Odznakę orderu kl. II i III stanowi okrągły medal o średnicy 35 mm. Order kl. II wykonany jest ze brązu i posrebrzany, kl. III z brązu.
Na awersie w klasie I i II oraz medalu w środku gwiazdy jest rysunek przedstawiający dwie głowy żołnierzy czechosłowackich w hełmach. Pod nimi wzdłuż krawędzi medalu znajduje się napis ZA SVOBODU ČESKOSLOVENSKA (pol. Za wolność Czechosłowacji).
Na rewersie w kl. II i III w środkowej części znajdują się dwa skrzyżowane miecze ostrzami skierowane ku górze, pomiędzy ostrzami liście lipy, a nad nim szarfa z napisem PRAVDA VÍTĚZÍ (pol. Prawda zwycięży). Pod mieczami data 1939–1945.
Gwiazda mocowana jest za pomocą śruby, medale zawieszony jest na wstążce o szer. 37 mm, w barwach flagi Czechosłowackiej, w środkowej części pasek koloru niebieskiego o szer. 23 mm, po bokach paski białe o szer. 1 mm i następnie paski czerwone o szer. 6 mm.
Baretki różnią się w zależności od klas. W klasie I na wstążce znajduje się miniaturka gwiazdy, w klasie II – miniaturka medalu srebrnego, w klasie III – baretka identyczna ze wstążką.
| Baretki Czechosłowackiego Orderu Wojskowego za Wolność | Baretki Czechosłowackiego Orderu Wojskowego za Wolność | Baretki Czechosłowackiego Orderu Wojskowego za Wolność |
| ------------------------------------------------------ | ------------------------------------------------------ | ------------------------------------------------------ |
| I Klasa – Złota gwiazda                                | II Klasa – Medal srebrny                               | III Klasa – Medal brązowy                              |